# Sphaerillodillo pubescens
Sphaerillodillo pubescens är en kräftdjursart som först beskrevs av Gustav Budde-Lund 1885.  Sphaerillodillo pubescens ingår i släktet Sphaerillodillo och familjen Armadillidae. Inga underarter finns listade i Catalogue of Life.